# Honda Szeidzsi
Honda Szeidzsi (Tokusima, 1976. február 25. –) japán korosztályos válogatott labdarúgó.

## Pályafutása

### Válogatottban
A japán U20-as válogatott tagjaként részt vett az 1995-ös ifjúsági labdarúgó-világbajnokságon.